# St. Maria und Margareta (Deusmauer)

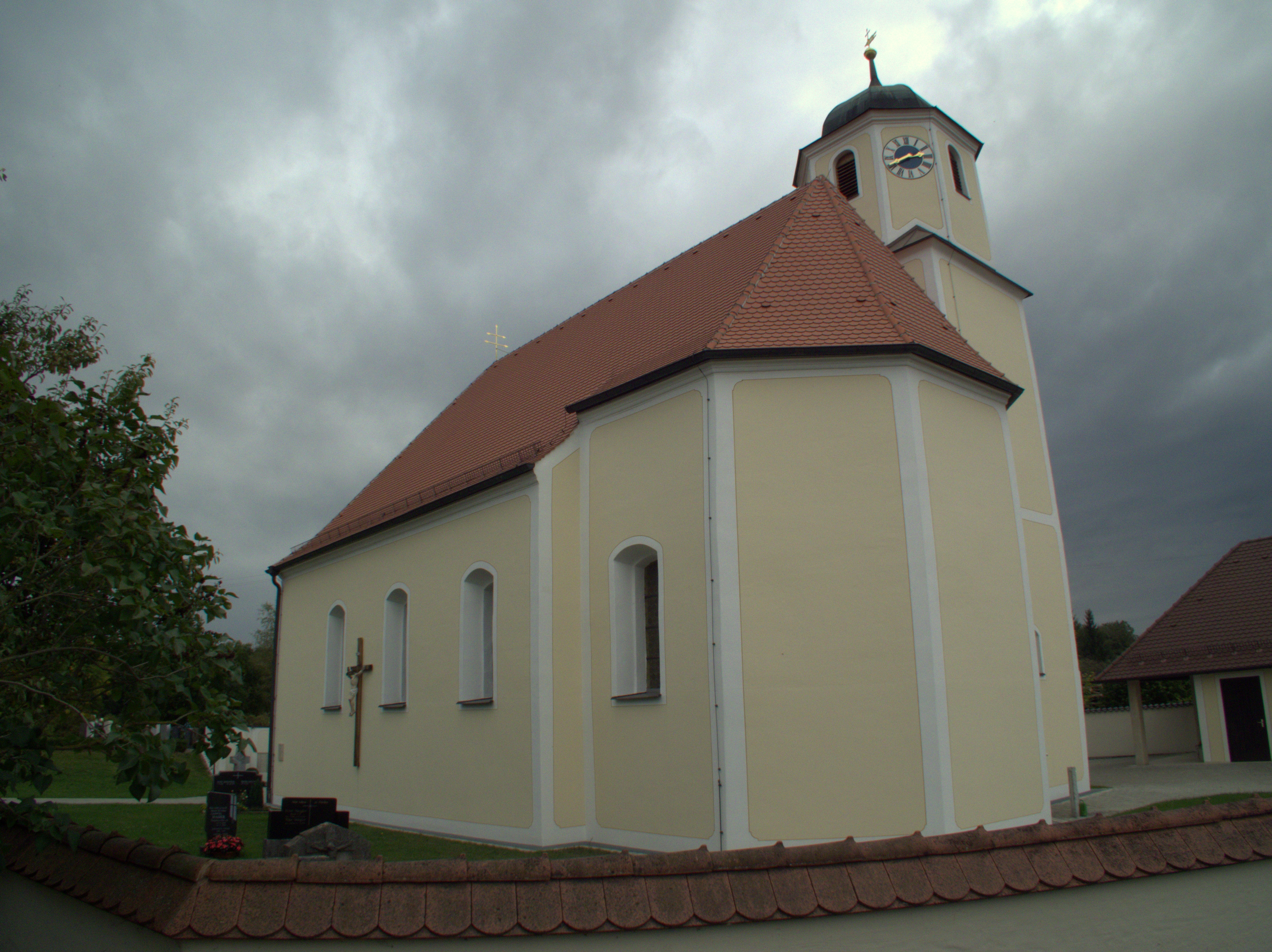
St. Maria und Margareta (Deusmauer)

Die römisch-katholische, denkmalgeschützte Filialkirche St. Maria und Margareta steht in Deusmauer, einem Ortsteil der Stadt Velburg im Landkreis Neumarkt in der Oberpfalz in Bayern. Die Kirche gehört zur Pfarrei Günching im Pfarrverband Verburg vom Dekanat Habsberg des Bistums Eichstätt. Das Bauwerk ist unter der Denkmalnummer D-3-73-167-48 als Baudenkmal in die Bayerische Denkmalliste eingetragen.

## Beschreibung
Die Saalkirche wurde, nachdem der Vorgängerbau baufällig geworden war, neu erbaut und am 12. November 1720 von Johann Adam Nieberlein eingeweiht. Sie besteht aus einem Langhaus, einem eingezogenen, dreiseitig geschlossenen Chor im Osten und einem Chorflankenturm auf quadratischem Grundriss an dessen Nordwand, dessen oberstes, achteckiges Geschoss die Turmuhr und den Glockenstuhl beherbergt, und der mit einer Glockenhaube bedeckt ist. 
Der Innenraum des Langhauses ist mit einer Flachdecke überspannt, an der sich Fresken aus dem 19. Jahrhundert befinden. Der Chor ist innen mit einem Tonnengewölbe bedeckt. Zur Kirchenausstattung gehört der 1733 von Johann Michael Schaller gebaute Hochaltar, der mit Porträts der vierzehn Nothelfer umrahmt ist. Auf dem Altarretabel ist die heilige Margareta abgebildet. Eine sie darstellende Statue steht an der Nordwand des Langhauses. An der Brüstung der um 1700 gebauten Kanzel stehen zwischen gewundenen Säulen die Statuetten der vier Evangelisten. Der Beichtstuhl aus dem 18. Jahrhundert stammt aus der Pfarrkirche in Günching.